# Голча (гмина)

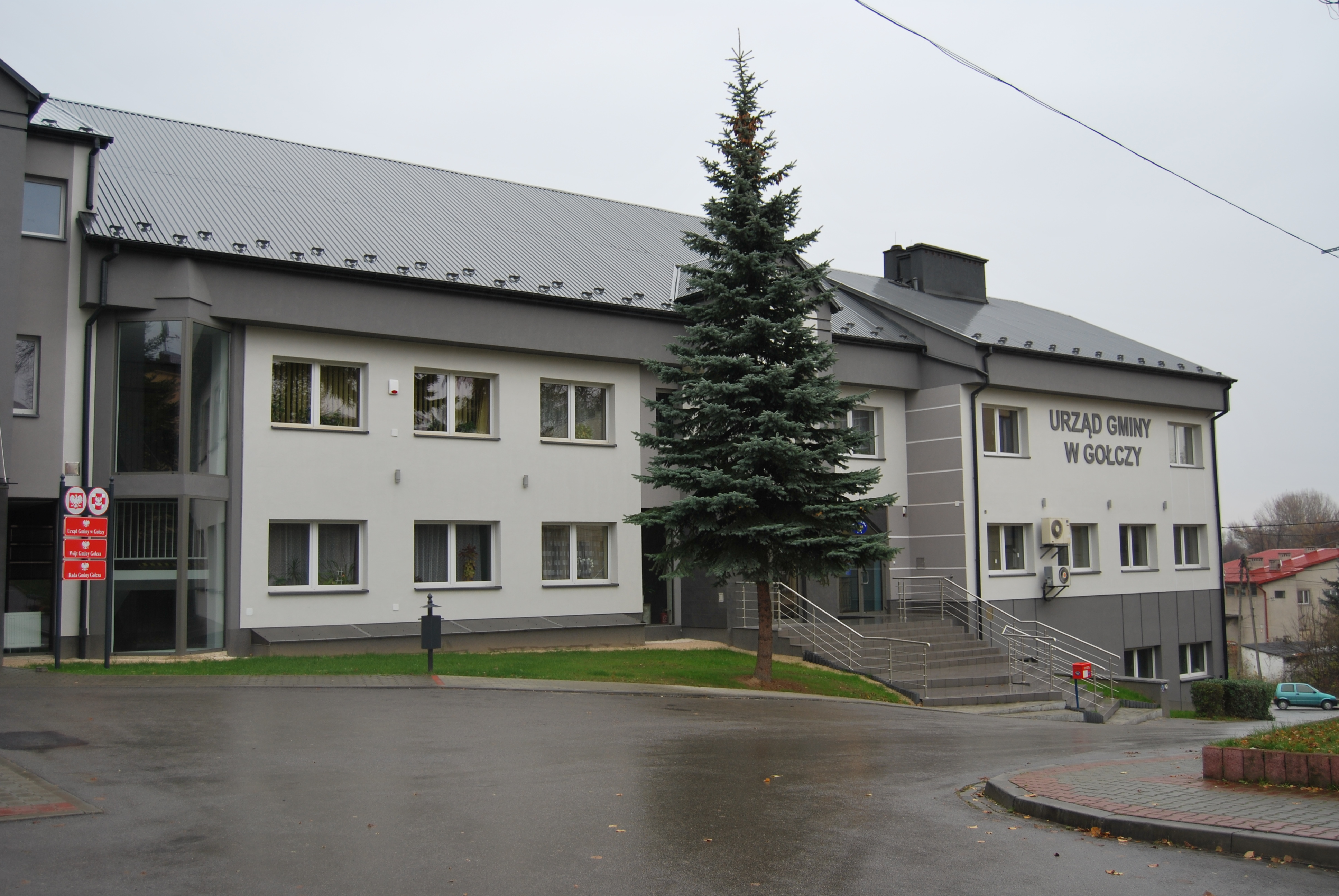
Управление гмины, Голча

Голча (пол. Gołcza) — сельская гмина (волость) в Польше, входит как административная единица в Мехувский повет, Малопольское воеводство. Население — 6476 человек (на 2006 год). Административным центром гмины является село Голча.

## Демография
| Перепись                       | Всего   | Всего | Женщины | Женщины | Мужчины | Мужчины |
| ------------------------------ | ------- | ----- | ------- | ------- | ------- | ------- |
| Единицы                        | человек | %     | человек | %       | человек | %       |
| Население                      | 6323    | 100   | 3152    | 49,8    | 3171    | 50,2    |
| Плотность населения (чел./км²) | 70      | 70    | 34,9    | 34,9    | 35,1    | 35,1    |

## Сельские округа
1. Адамовице
2. Бук
3. Хобендза
4. Цеплице
5. Чапле-Мале
6. Чапле-Вельке
7. Голча
8. Каменица
9. Кремпа
10. Ляски-Дворске
11. Макув
12. Мостек
13. Пшибыславице
14. Жежусня
15. Шренява
16. Тшебенице
17. Улина-Мала
18. Улина-Велька
19. Вельканоц
20. Высоцице
21. Завадка
22. Жарновица

## Соседние гмины
1. Гмина Харшница
2. Гмина Ивановице
3. Гмина Мехув
4. Гмина Скала
5. Гмина Сломники
6. Гмина Тшичёнж
7. Гмина Вольбром